# Kongerigske enklaver
De kongerigske enklaver var nogle områder på Sydvest- og Sønderjyllands vestkyst, der hørte til Ribe Stift og dermed Kongeriget Danmark, selv om de lå som enklaver omgivet af Hertugdømmet Slesvig.
Før krigen i 1864 bestod det danske monarki af kongeriget Danmark samt hertugdømmerne Slesvig, Holsten og Lauenborg. Slesvig var dansk len, mens Holsten og Lauenborg var tysk-romerske len. Alle fire områder hørte under den enevældige monark; men regeringen i København var delt i Danske Kancelli, der var ansvarlig for kongeriget samt finanserne, og Slesvig-Holstenske Kancelli, der stod for hertugdømmerne og udenrigspolitikken. Kongeriget og hertugdømmerne havde hver sin lovgivning og det officielle sprog var dansk i kongeriget og tysk i hertugdømmerne.
I den nordlige og vestlige del af Slesvig var der imidlertid en række små områder, som hørte til kongeriget. 
De bestod dels af rester af de forhenværende nordfrisiske Udlande (Listland på Sild, Vesterland Før, Amrum), dels af en række godser, dronning Margrete 1. opkøbte i middelalderen i sit forsøg på at samle riget (Trøjborg og Møgeltønderhus). Selv om disse enklaver lå inde i hertugdømmet Slesvig hørte de under Danske Kancelli og Ribe Amt, og de var underlagt dansk lov. 
Til de kongerigske enklaver hørte især områder i Frøs Herred, Hviding Herred samt Tønder, Højer og Lø Herred, men også øen Amrum, den vestlige del af Før og Listland, den nordligste spids af Sild.
Enklaverne var meget forskellige i størrelse. I enkelte tilfælde kunne de omfatte et helt sogn. Det var f.eks. tilfældet med Ballum og Amrum. I andre tilfælde bestod en enklave af en enkelt eller ganske få gårde og huse.
Efter krigen i 1864 skete der en udveksling af områder, så de kongerigske enklaver blev overført til Slesvig og dermed til Preussens overherredømme. Til gengæld blev Ribe Herred, Nørre Tyrstrup Herred syd for Kolding og Ærø overført til Danmark.
Ved Genforeningen i 1920 blev alle de tidligere kongerigske enklaver, på nær Listland, Vesterland-Før og Amrum, atter danske. På Vesterland-Før var der flertal for genforening med Danmark på et enkelt afstemningssted i landsbyerne Goting, Hedehusum og Yttersum i Skt. Laurentii Sogn, men da stemmerne opgjordes for sognene som helhed, gik Skt. Laurentii sogn med 67 % tyske stemmer til Tyskland, og ingen ny enklave opstod.